# 茨城町消防本部
茨城町消防本部（いばらきまちしょうぼうほんぶ）は、茨城県東茨城郡茨城町の消防部局（消防本部）。管轄区域は茨城町全域。

## 概要
- 消防本部：東茨城郡茨城町小堤1736-5
- 管内面積：121.64km2
- 職員数：50人
- 消防署1カ所

### 主力機械
2020年4月1日現在
- 消防ポンプ自動車：1
- 水槽付消防ポンプ自動車：1
- 救助工作車：1
- 救急自動車：3
- 指揮車：1
- 資機材搬送車：1
- 原子力広報車：1
- 防災車：1
- 防災広報車：1う

## 沿革
- 1972年10月 役場2階を仮庁舎として業務を開始する。
- 1973年7月 消防庁舎が完成し、新庁舎へ移転する。

## 組織
- 本部 - 総務課、予防課、警防課
- 消防署

## 消防署
| 消防署       | 住所       |
| ------------ | ---------- |
| 茨城町消防署 | 小堤1736-5 |